# Syrrhopodon robustiusculus
Syrrhopodon robustiusculus là một loài rêu trong họ Calymperaceae. Loài này được Broth. W.D. Reese & B.C. Tan mô tả khoa học đầu tiên năm 1985.